# Green Island, Newfoundland (Belle Isle-sundet)
Green Island är en ö i Kanada.   Den ligger i provinsen Newfoundland och Labrador, i den östra delen av landet, 1 600 km öster om huvudstaden Ottawa. Ön ligger i Belle Isle-sundet, en del av Saint Lawrenceviken.
Trakten runt Green Island är nära nog obefolkad, med mindre än två invånare per kvadratkilometer.